# Alexander Bay
Alexander Bay är en vik i Australien. Den ligger i delstaten Western Australia, omkring 680 kilometer öster om delstatshuvudstaden Perth.
Genomsnittlig årsnederbörd är 660 millimeter. Den regnigaste månaden är mars, med i genomsnitt 93 mm nederbörd, och den torraste är april, med 23 mm nederbörd.